# Temporäre Architektur

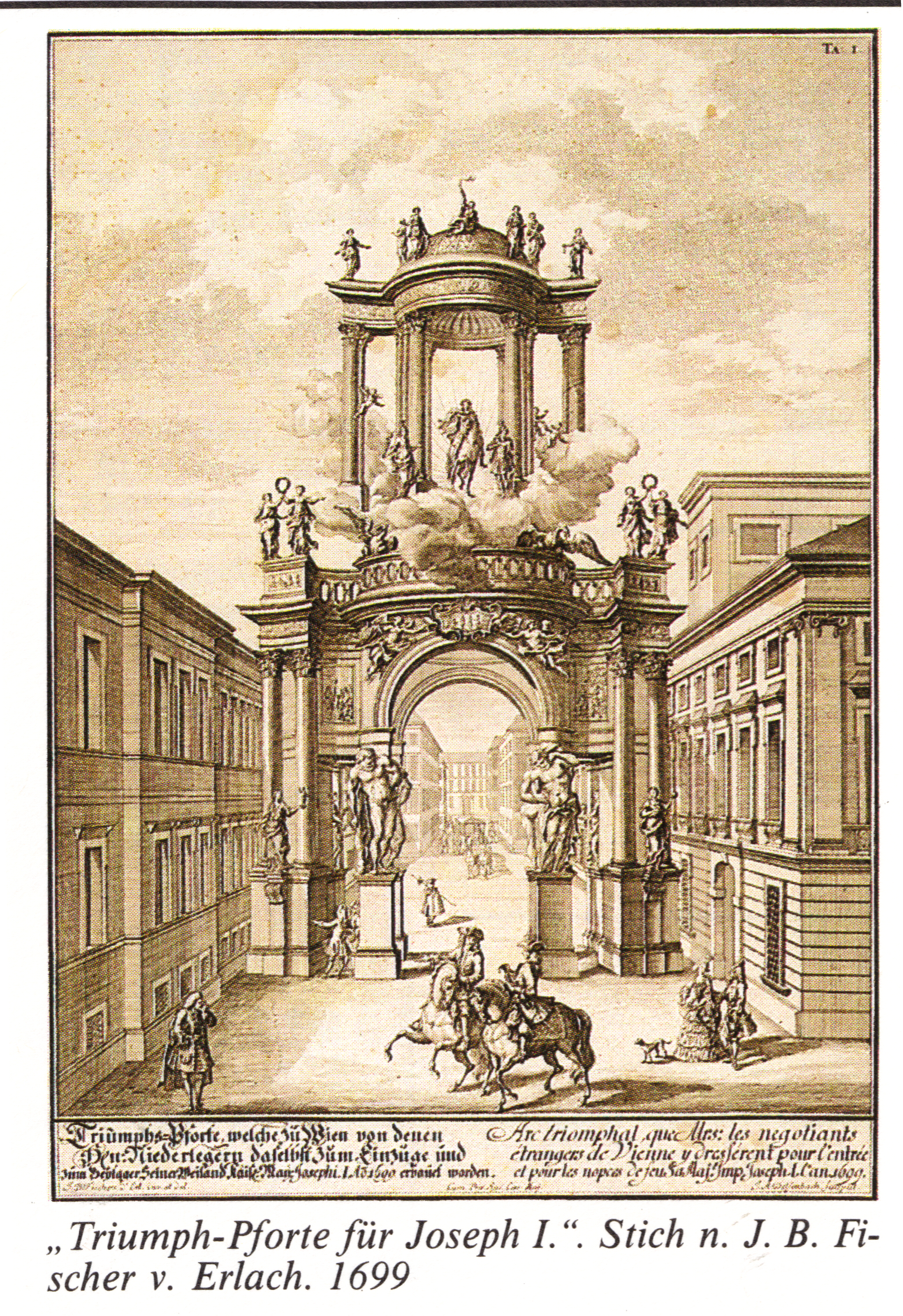
Zeichnung der temporären Ehrenpforte für Kaiser Joseph I. (Wien, 1699)

Temporäre Architektur, auch ephemere Architektur, bezeichnet Architekturkonzepte, die sich mit temporären baulichen Strukturen und Bauwerken beschäftigen. Diese haben eine beschränkte Lebens- und Nutzungsdauer und sind oft nur eine Übergangslösung, um einen akuten Bedarf zu stillen. Häufig handelt es sich um mobile Architekturen – also um Anlagen, die für eine gewisse Zeit an einem Standort aufgebaut, später wieder demontiert und in der Folge woanders wiederaufgebaut werden.
Temporäre Bauten entstehen in verschiedenen Kontexten, so als vorübergehende Behelfsbauten in Not- oder Krisensituationen (z. B. Baracken, Behelfsbrücken, Flüchtlingslager), als Veranstaltungs- und Festarchitektur (z. B. Marktstände, Buden, Festzelte, Fahrgeschäfte, Zirkuszelte, Messestände), als Objekte der Baustelleneinrichtung (z. B. Baucontainer, Gerüste etc.), als Filmkulissen und Bühnenarchitektur, als temporäre Erdbauten (Leitungsgraben, Baugrube etc.), als temporäre Unterkunft auf Reisen oder auf Expeditionen (z. B. Camping) etc.
Temporäre Architekturen finden sich – aus Anlass größerer Festlichkeiten – bereits im Barock, beispielsweise Ehrenpforten u. Ä., die entlang der Routen zeremonieller Ein- und Umzüge aufgestellt wurden. Als temporär konzipiert wurden und werden auch viele Bauten für zeitlich begrenzte Ausstellungen. Temporäre Bauwerke dienen zuweilen auch als Platzhalter für spätere, dann solider ausgeführte Versionen desselben Projektes.
Der in den deutschen Bauordnungen verwendete juristische Terminus Fliegender Bau  umfasst nicht alle Arten temporärer Bauten.

## Beispiele
- Crystal Palace, 1851 im Hyde Park in London, 1854 bis 1936 im Stadtteil Lewisham
- Infobox, 1995 bis 2001 in Berlin
- Christus-Pavillon auf der Expo 2000, 2000 in Hannover, 2001 bis heute in Kloster Volkenroda in Thüringen
- Temporäre Kunsthalle, 2008 bis 2010 in Berlin
- Temporäres Stadion
- Demontables Bauen
- Humboldt-Box, seit 2011 auf dem Schlossplatz in Berlin